# نان پنجره‌ای

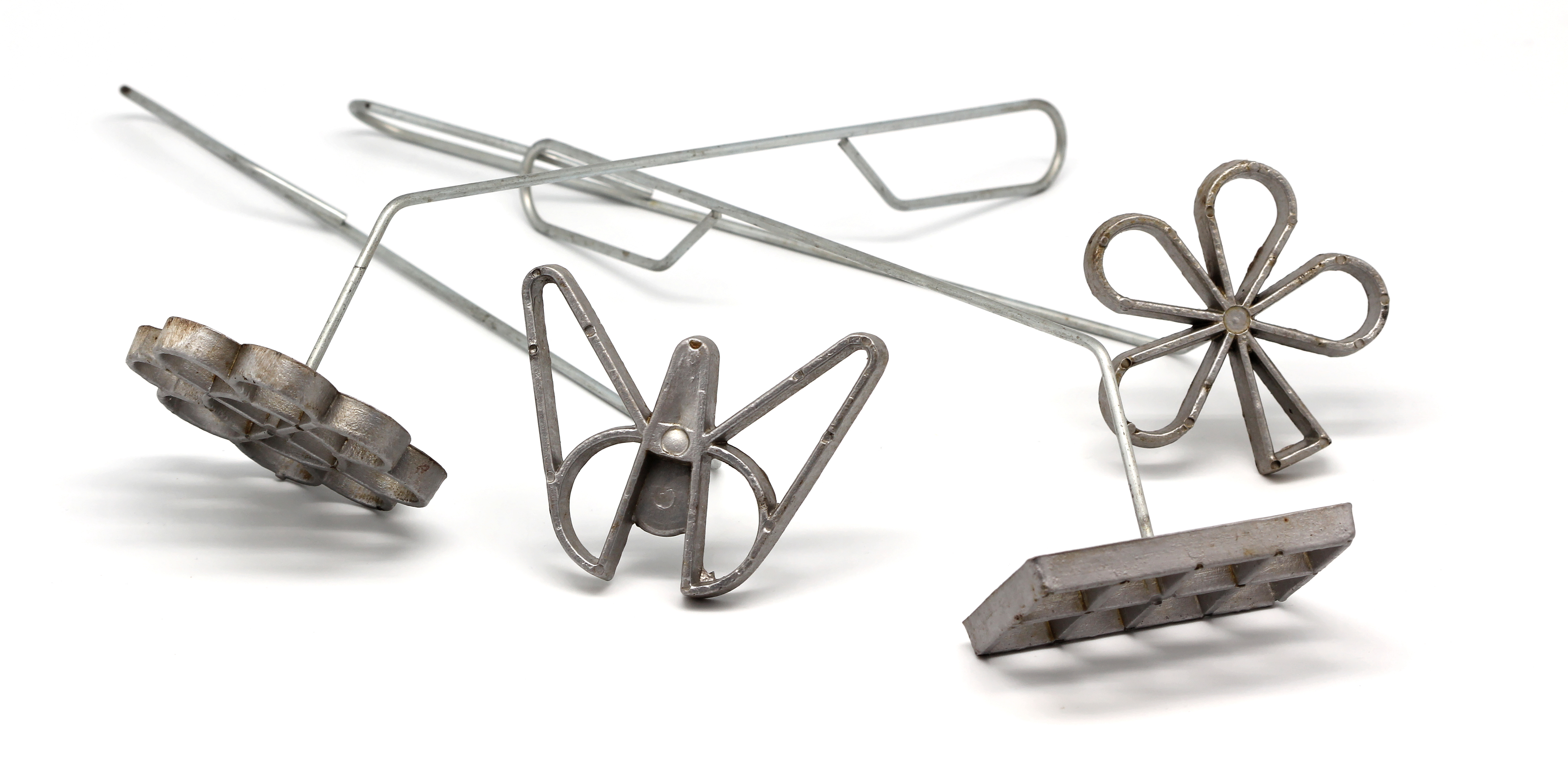
قالب‌ها

نان پنجره‌ای، کلوچه پنجره‌ای (فارسی افغانستان)، خاتون پنجره نوعی شیرینی با پیشینه آنگلو-هندی است. این شیرینی با نام کوکی روزت (به انگلیسی: Rosette) در کشورهای اسکاندیناوی نوعی دسر است. 
از قدیم در ایران به‌خصوص یزد در اعیاد پخت و با نام مُنَقّا شناخته می‌شود. مواد تشکیل دهنده آن آرد سفید گندم، تخم‌مرغ، پودر نشاسته، گلاب و روغن است که با خاک قند تزئین شده‌است.

## خاستگاه
انواع این شیرینی در شمال اروپا، ایران، ترکیه، سریلانکا و نقاط دیگر وجود دارد. شیرینی پنجره‌ای پیشینه‌ای آنگلو-هندی دارد و از دسرهای مورد استفادهٔ مسیحیان هندی در ایام کریسمس، به‌خصوص در کرالا بسیار محبوب است. در هندوستان برای تهیه‌اش از شیر نارگیل استفاده می‌شود.
این شیرینی در ایالات متحده در میان خانواده هایی با اجداد اسکاندیناویایی بسیار محبوب هستند. 
در خاورمیانه و غرب آسیا به نام های زیر معروف است:

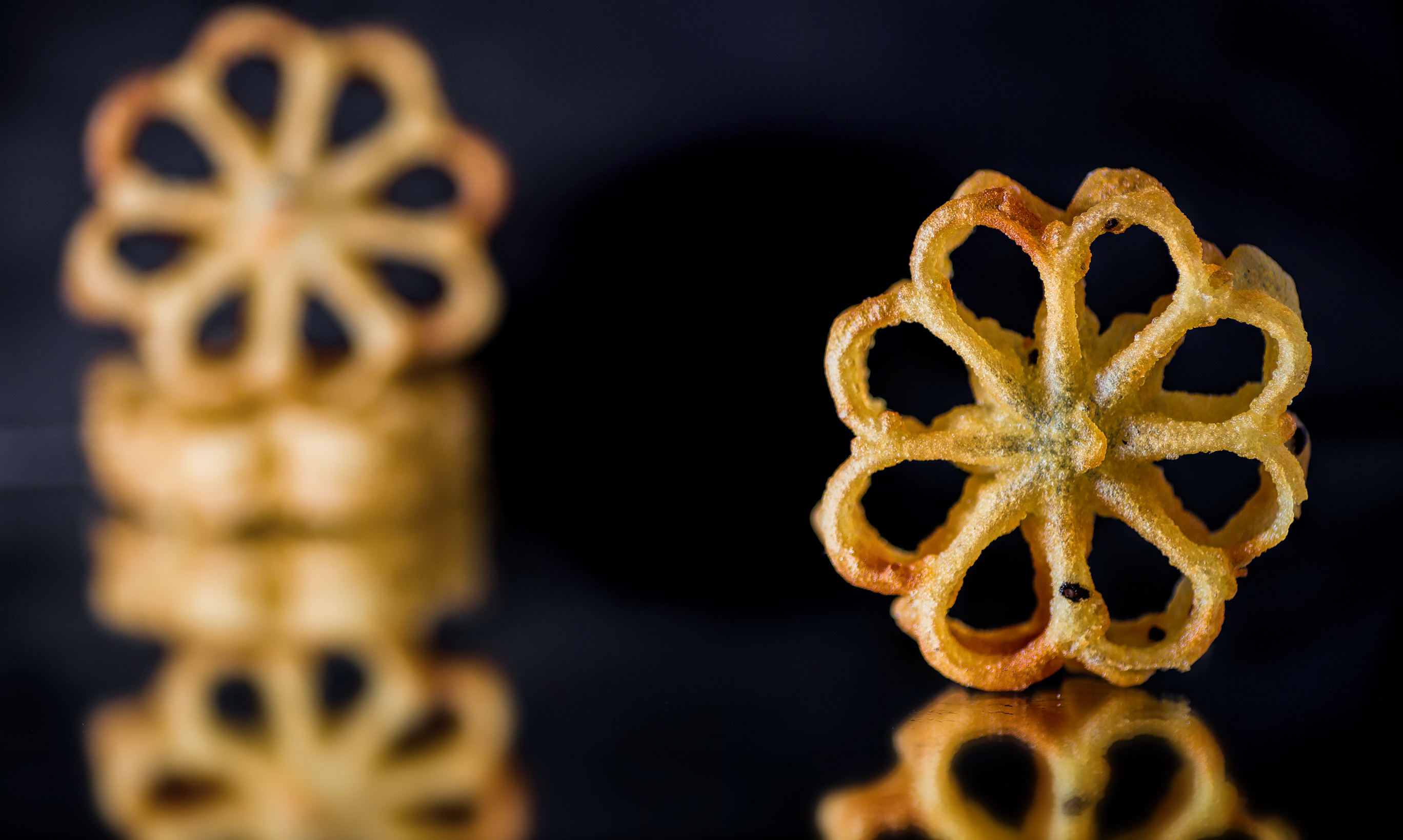
آچاپم (کوکی) از هند

- افغانستان : کلچه پنجره‌ای
- ایران: شیرینی پنجره‌ای
- ترکیه: demir tatlisi
- تونس : چباک